# Phaeotabanus aphanopterus
Phaeotabanus aphanopterus är en tvåvingeart som först beskrevs av Christian Rudolph Wilhelm Wiedemann 1828.  Phaeotabanus aphanopterus ingår i släktet Phaeotabanus och familjen bromsar. Inga underarter finns listade i Catalogue of Life.